# Paul Lawrence Farber
Paul Lawrence Farber (1944 - 28 de noviembre del 2021) era un historiador de la ciencia estadounidense, profesor de Oregon State University y presidente de la History of Science Society entre 2010 y 2011.
Es autor de obras como Discovering Birds. The Emergence of Ornithology as a Scientific Discipline: 1760 - 1850 (D. Reidel, 1982); The Temptation of Evolutionary Ethic (University of California Press, 1994); Finding Order in Nature: The Naturalist Tradition from Linnaeus to E. O. Wilson (Johns Hopkins University Press, 2000); o Mixing Races: From Scientific Racism to Modern Evolutionary Ideas (The Johns Hopkins University, 2011); entre otras.
También fue editor de Religion, Science, and Worldview. Essays in Honor of Richard S. Westfall (Cambridge University Press, 1985), junto a Margaret J. Osler, una obra en honor del historiador Richard S. Westfall; o Race and Science: Scientific Challenges to Racism in Modern America (Oregon State University Press, 2009), junto a Hamilton Cravens.